# 1. FC Romonta Amsdorf
1. FC Romonta Amsdorf is een Duitse voetbalclub uit Amsdorf, Saksen-Anhalt.

## Geschiedenis
De club werd in 1921 opgericht als 1. FC Eintracht Amsdorf. De club was aangesloten bij de Midden-Duitse voetbalbond en bleef actief in de lagere reeksen. Na de Tweede Wereldoorlog werden alle voetbalclubs ontbonden. De club werd heropgericht als SG Amsdorf en werd in 1948 een BSG onder de naam BSG Glückauf Amsdorf. In 1952 werd de naam gewijzigd in BSG Aktivist Amsdorf. Een jaar later promoveerde de club naar de Bezirksliga Halle, toen de derde klasse en vanaf midden jaren vijftig de vierde klasse. De club speelde er tot 1960. Hierna speelde de club enkel nog van 1975 tot 1977 in de derde klasse.
Na de Duitse hereniging werd de naam gewijzigd in FC Eintracht Romonta Amsdorf. Tussen 1993 en 1999 werd Romonta weggelaten uit de naam en sindsdien heeft de club 1. FC Romonta Amsdorf.